# نهائي دوري الأمم الكونكاكاف 2024
كان نهائي دوري أمم الكونكاكاف 2024 مباراة كرة قدم لتحديد الفائز بـدوري أمم الكونكاكاف 2023–24. كانت المباراة هي النهائي الثالث لـدوري أمم الكونكاكاف، وهي بطولة دولية يتنافس عليها منتخبات الرجال الوطنية التي تمثل الاتحادات الأعضاء في كونكاكاف، والتي تغطي أمريكا الشمالية وأمريكا الوسطى ومنطقة البحر الكاريبي.
فاز الولايات المتحدة على المكسيك بنتيجة 2–0 ليحقق اللقب للمرة الثالثة على التوالي.

## الملعب
لعبت المباراة في ملعب دالاس كاوبويز في أرلينغتون، تكساس، الولايات المتحدة.

## الطريق إلى النهائي
ملاحظة: في جميع النتائج أدناه، تُعطى نتيجة الفريق المتأهل للنهائي أولاً (H: داخل الديار؛ A: خارج الديار؛ N: ملعب محايد).
| الولايات المتحدة | الولايات المتحدة           | الجولة             | المكسيك | المكسيك                       |
| ---------------- | -------------------------- | ------------------ | ------- | ----------------------------- |
| الخصم            | النتيجة                    | ربع النهائي        | الخصم   | النتيجة                       |
| ترينيداد وتوباغو | 3–0 (داخل الديار)          | الذهاب             | هندوراس | 0–2 (خارج الديار)             |
| ترينيداد وتوباغو | 1–2 (خارج الديار)          | الإياب             | هندوراس | 2–0 (4–2 (ج.) ) (داخل الديار) |
| الخصم            | النتيجة                    | نهائيات دوري الأمم | الخصم   | النتيجة                       |
| جامايكا          | 3–1 (ب.و.إ.) (داخل الديار) | نصف النهائي        | بنما    | 3–0 (محايد)                   |

### الولايات المتحدة
كانت الولايات المتحدة هي حاملة لقب دوري الأمم بعد فوزها به مرتين متتاليتين في 2021 و2023 على حساب المكسيك وكندا على التوالي.
بدأ الأمريكيون دفاعهم عن لقب دوري الأمم بضرورة تأمين فوز في ربع النهائي المكون من مباراتين ضد ترينيداد وتوباغو للتأهل إلى كل من نهائيات دوري أمم الكونكاكاف والتأهل إلى كوبا أمريكا 2024، التي استضافتها بلادهم. لُعبت مباراة الذهاب في 16 نوفمبر 2023 في ملعب كيو2 في أوستن، تكساس. انتهت المباراة بفوز الولايات المتحدة بنتيجة 3-0 بأهداف متأخرة من ريكاردو بيبي، أنتوني روبنسون وجيوفاني رينا، مما منحهم تقدمًا بثلاثة أهداف قبل لعب مباراة الإياب. بعد أربعة أيام، في ملعب هاسلي كروفورد، بورت أوف سبين، صُدم الأمريكيون من قبل فريق "سوكا واريورز"، الذي هزمهم 2-1 في مباراة فاز بها الزوار في البداية بعد هدف أنتوني روبنسون في الدقيقة 25، مما منحهم تقدمًا تم إلغاؤه لاحقًا بهدفين من ريون مور وألفين جونز في الدقيقتين 43 و 57 على التوالي. ومع ذلك، كان مجموع الأهداف 4-2 لصالح الأمريكيين، مما منحهم بطاقة التأهل إلى نهائيات دوري أمم الكونكاكاف وكوبا أمريكا، بينما كان على ترينيداد وتوباغو أن تكسب بطاقتها للتأهل للبطولة الأخيرة ضد كندا.
حققت الولايات المتحدة فوزًا بنتيجة 3-1 ضد جامايكا في الدور نصف النهائي الذي لُعب في ملعب دالاس كاوبويز في أرلينغتون، تكساس، في مباراة كانوا يخسرونها في البداية بهدف رأسية من غريغ لي الذي سكن في الزاوية العلوية اليسرى من مرمى مات تيرنر بعد 33 ثانية فقط. لم يتمكن الأمريكيون من تحقيق التعادل إلا بعد 95 دقيقة، عندما ارتدت ركلة ركنية برأسية من مايلز روبنسون لكنها ارتطمت بـكوري بورك ودخلت مرمى أندريه بليك، مما أدى إلى دخول المباراة وقتًا إضافيًا، حيث قام رينا، الذي دخل كبديل في الشوط الأول، بتمرير كرتين حاسمتين لـحاجي رايت، الذي دخل كبديل في الدقيقة 63، في الدقيقتين 96 و109 ليقود الولايات المتحدة إلى نهائي دوري الأمم للمرة الثالثة على التوالي.

### المكسيك
كان هذا هو النهائي الثاني للمكسيك في دوري الأمم، بعد خسارتها نسخة 2021 أمام الولايات المتحدة بنتيجة 3-2. في نسخة 2023، أُقصيت المكسيك في نصف النهائي على يد الولايات المتحدة بنتيجة 3-0، على الرغم من أن المكسيك فازت بالمركز الثالث بعد تغلبها على بنما 1-0.
بدأت حملة El Tri لعام 2024 ضد هندوراس في ربع النهائي. لُعبت مباراة الذهاب في الملعب الوطني تشيلاتو أوكليس، في تيغوسيغالبا، حيث صدمت هندوراس المكسيك، وهزمتها 2-0 بهدفي أنتوني لوزانو وبرايان روتشيز، مما تطلب من المكسيك الانتقام من النتيجة على أرضها وإلا فشلت في التأهل لكل من نهائيات دوري الأمم 2024 وكوبا أمريكا 2024. بعد أربعة أيام، أُقيمت مباراة الإياب في ربع النهائي في ملعب أزتيكا، مدينة مكسيكو. سيطرت المكسيك على المباراة منذ البداية، لكنها لم تستطع التسجيل إلا بعد أن حول لويس تشافيز ركلة حرة في الدقيقة 43، تلاها هدف تعادل حاسم في مجموع المباراتين في الدقيقة 10 من الوقت بدل الضائع في الشوط الثاني من قبل إدسون ألفاريز. أدى ذلك إلى دخول المباراة وقتًا إضافيًا وفي النهاية ركلات الترجيح، حيث فازت المكسيك 4-2، مما ضمن تأهلها إلى الدور نصف النهائي.
هزمت المكسيك بنما 3-0 في الدور نصف النهائي الذي لُعب في ملعب دالاس كاوبويز في أرلينغتون، تكساس، حيث سيطر الأخير على معظم فترات المباراة وكان يمتلك حيازة أكبر للكرة من El Tri، لكنه فشل في استغلال فرصه واستقبل ثلاثة أهداف في النهاية من إدسون ألفاريز، خوليان كينيونيس وأوربلين بينيدا ليقودوا المكسيك إلى نهائي دوري الأمم الثاني في تاريخها.

## المباراة

### الملخص
وصل المكسيك إلى النهائي مع غياب جوليان أراوخو الذي تعرض لإصابة في المباراة السابقة ضد بنما، وبالتالي تم استبداله بـخورخي سانشيز، وكان هذا هو التغيير الوحيد في التشكيلة الأساسية في النهائي بالنسبة لمباراة نصف النهائي. كما هو الحال مع التشكيلة الأساسية من المباراة السابقة، تعرض خايمي لوزانو لانتقادات واسعة النطاق لاختياره لاعب أمريكا هنري مارتن بدلاً من هداف فاينورد الشاب سانتياغو خيمينيز. استعادت الولايات المتحدة سيرجينو دست، الذي كان موقوفًا بسبب حصوله على بطاقتين صفراوين خلال مباراة الإياب من ربع النهائي ضد ترينيداد وتوباغو في 20 نوفمبر 2023. أُعلن عن وجود تايلر آدامز في التشكيلة الأساسية، مما يمثل عودته إلى منتخب الولايات المتحدة بعد استبعاده بسبب إصابة في أوتار الركبة استمرت لمدة عام. عاد تيم ريم إلى التشكيلة الأساسية بعد استبداله بـمايلز روبنسون في المباراة ضد جامايكا، وبعد أدائهما ضد الأخير، حل جيوفاني رينا وحاجي رايت محل كل من مالك تيلمان وفولارين بالوغون.
بدأت المباراة بسيطرة الولايات المتحدة على الكرة ومعظم الاستحواذ، وهو ما كاد أن يتحقق في الدقيقة الخامسة عندما سيطر كريستيان بوليسيتش على الكرة في منطقة الجزاء وتمكن من تجاوز سيزار مونتيس ويوهان فاسكيز لينتهي به الأمر بتسديدة من مسافة قريبة أنقذها غييرمو أوتشوا. جاءت أبرز هجمة للمكسيك في الدقيقة 22 عندما حاول خيسوس غالاردو رمي كرة داخل منطقة جزاء الولايات المتحدة، وبعد ضربة رأسية، سقطت الكرة عند قدمي لويس تشافيز وسدد كرة ضعيفة على يمين مات تيرنر تم السيطرة عليها. في الدقيقة 38، حاول سيرجينو دست توغلًا منفردًا راوغ فيه لويس تشافيز وإريك سانشيز وسدد كرة من مسافة بعيدة مرت فوق العارضة. قبل نهاية الشوط الأول مباشرة، في الدقيقة 45، سدد تايلر آدامز تسديدة بعيدة المدى سكنت الزاوية العلوية اليمنى لمرمى أوتشوا لتجعل النتيجة 1-0 للولايات المتحدة، ودخل الشوط الأول والولايات المتحدة متقدمة.
قام غريغ بيرهالتر بتبديل في الشوط الأول، حيث أخرج آدامز وأدخل جوني كاردوسو إلى الملعب. استمرت المباراة كمنولوج للولايات المتحدة، مما أثار إحباط لاعبي المكسيك الذين اضطروا إلى ارتكاب عدة أخطاء لاستعادة الكرة، وأسفر ذلك عن حصول يوهان فاسكيز، إدسون ألفاريز وأوريل أنتونا على بطاقة صفراء في فترة 8 دقائق بين الدقيقتين 55 و 63. جاء الهجوم الثاني للمكسيك في المباراة بأكملها في الدقيقة 61، عندما وصلت كرة طويلة من أوتشوا إلى خط الثلاثة أرباع وارتدت برأسية من هيرفينغ لوزانو إلى هنري مارتن الذي سيطر على الكرة إلى حافة منطقة الجزاء وسددها بعيدًا. جاء الهدف الثاني للولايات المتحدة بعد دقيقتين، عندما راوغ كريستيان بوليسيتش طريقه إلى منطقة الجزاء وتم رفض تمريرته من قبل فاسكيز، ليقتنص جيوفاني رينا الكرة ويسددها من حافة منطقة الجزاء ويضعها في الزاوية السفلية اليمنى لمرمى أوتشوا. بعد الهدف 2-0 مباشرة، أدخل خايمي لوزانو إلى الملعب سانتياغو خيمينيز وأوربلين بينيدا بدلاً من أوريل أنتونا وإريك سانشيز على التوالي، بينما استبدل بيرهالتر حاجي رايت بفولارين بالوغون. في الدقيقة 71، سقط خيمينيز في المنطقة في نفس الوقت الذي أبعد فيه أنتوني روبنسون الكرة بالقرب من صدره، مما منح المكسيك ركلة جزاء تم مراجعتها لاحقًا من قبل حكم الفيديو المساعد وأصدر لـخيمينيز بطاقة صفراء بسبب تلاعبه بالخطأ. في بقية المباراة، سلمت الولايات المتحدة الكرة للمكسيك لفترة، مما منح المكسيك فرصة لتسديد بعض الكرات على المرمى التي ذهبت بعيدًا. في الدقيقة 88، أنقذ أوتشوا تسديدة أخرى من مسافة قريبة، هذه المرة من جوني. بعد توقف المباراة عدة مرات بسبب الهتافات المعادية للمثليين، انتهت المباراة في الدقيقة 99، بعد إضافة 6 دقائق فقط. حصل جيوفاني رينا على جائزة رجل المباراة.

### التفاصيل
| المكسيك | 0–2   | الولايات المتحدة       |
| ------- | ----- | ---------------------- |
|         | تقرير | - آدامز 45' - رينا 63' |

| المكسيك | الولايات المتحدة |

| GK           | 13 | غييرمو أوتشوا (ق) |     |       |
| RB           | 19 | خورخي سانشيز      |     |       |
| CB           | 3  | سيزار مونتيس      |     |       |
| CB           | 5  | يوهان فاسكيز      | 55' |       |
| LB           | 23 | خيسوس غالاردو     |     | 90+2' |
| DM           | 4  | إدسون ألفاريز     | 58' |       |
| CM           | 14 | إريك سانشيز       |     | 65'   |
| CM           | 18 | لويس تشافيز       |     | 80'   |
| RF           | 15 | أوريل أنتونا      | 63' | 65'   |
| CF           | 20 | هنري مارتن        |     |       |
| LF           | 22 | هيرفينغ لوزانو    |     |       |
| التبديلات:   |    |                   |     |       |
| MF           | 17 | أوربلين بينيدا    |     | 65'   |
| FW           | 11 | سانتياغو خيمينيز  | 74' | 65'   |
| MF           | 7  | لويس رومو         |     | 80'   |
| DF           | 6  | جيراردو أرتياغا   |     | 90+2' |
| المدرب:      |    |                   |     |       |
| خايمي لوزانو |    |                   |     |       |

| GK            | 1  | مات تيرنر             |     |       |
| RB            | 2  | سيرجينو دست           |     |       |
| CB            | 3  | كريس ريتشاردز         |     |       |
| CB            | 13 | تيم ريم               |     |       |
| LB            | 5  | أنتوني روبنسون        |     |       |
| DM            | 4  | تايلر آدامز           |     | 46'   |
| CM            | 8  | ويستون ماكيني         | 27' |       |
| CM            | 7  | جيوفاني رينا          |     | 79'   |
| RF            | 21 | تيموثي ويا            |     | 90+2' |
| CF            | 14 | حاجي رايت             |     | 66'   |
| LF            | 10 | كريستيان بوليسيتش (ق) |     | 90+2' |
| التبديلات:    |    |                       |     |       |
| MF            | 15 | جوني كاردوسو          |     | 46'   |
| FW            | 20 | فولارين بالوغون       |     | 66'   |
| MF            | 6  | يونوس موسى            |     | 79'   |
| FW            | 17 | مالك تيلمان           |     | 90+2' |
| FW            | 11 | براندن آرونسون        |     | 90+2' |
| المدرب:       |    |                       |     |       |
| غريغ بيرهالتر |    |                       |     |       |

| رجل المباراة: جيوفاني رينا (الولايات المتحدة) الحكام المساعدون: مايكل بارويغن (كندا) لييس عرفة (كندا) الحكم الرابع: ماريو إسكوبار (غواتيمالا) حكم الفيديو المساعد: تاتيانا غوزمان (نيكاراغوا) مساعد حكم الفيديو المساعد: داينون بارتشمنت (جامايكا) |